# 荒山公園

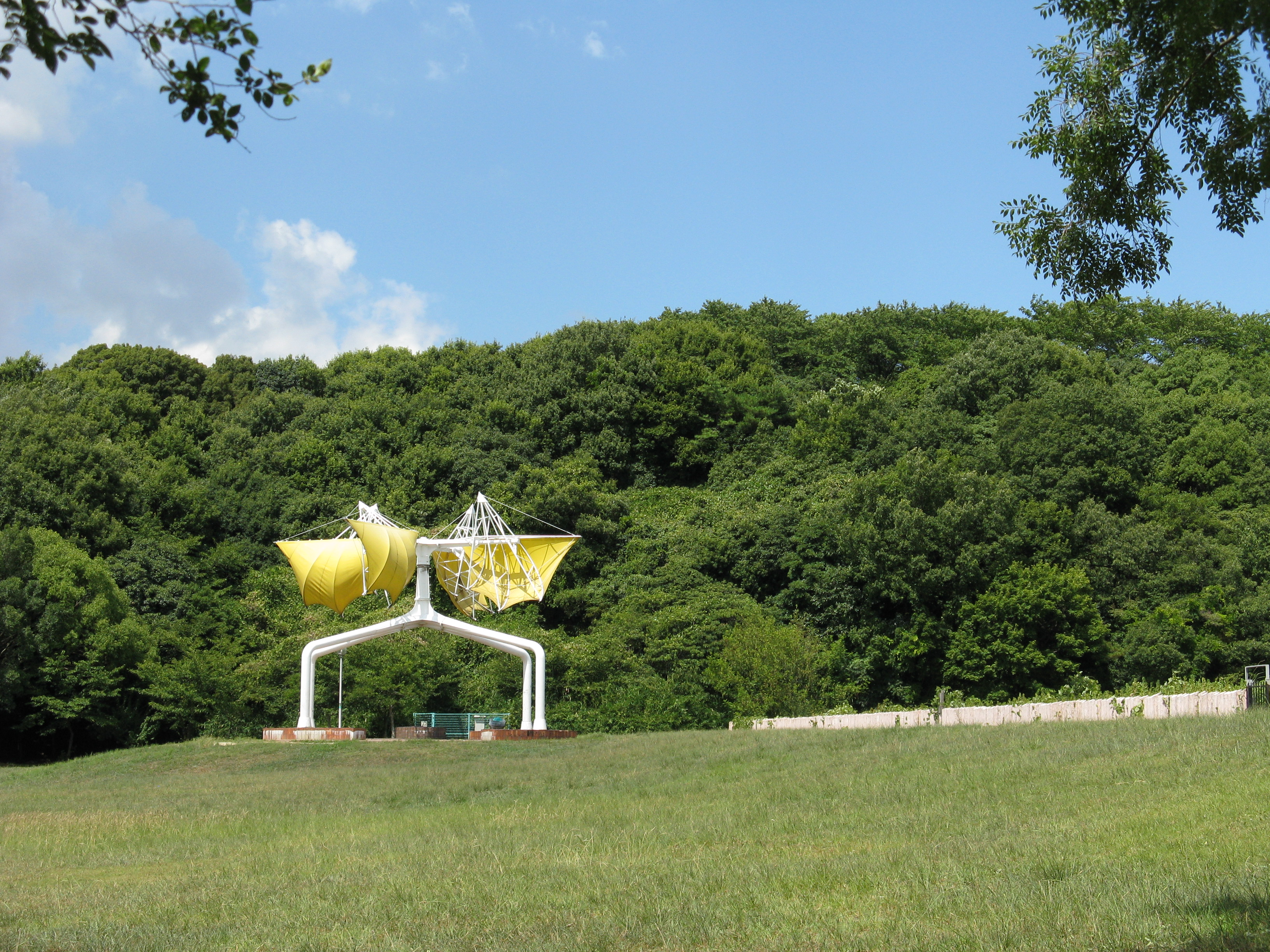
荒山公園

荒山公園（こうぜんこうえん）は、大阪府堺市南区にある公園。
公園敷地は多治速比売神社を囲むように広がる。1984年から1985年にかけて植えられた梅林は、27,300平方メートルにわたって広がり、47品種・約1300本が植わっている。
梅・桜の開花時期には、臨時の有料駐車場が増設される。

## 所在地・アクセス
- 所在地：堺市南区宮山台2丁5-2
- 交通：南海泉北線 泉ヶ丘駅から南海バス「宮山台回り」「堺東駅前行き」「津久野駅前行き(泉北2号線経由)」のいずれかに乗車し、「宮山台2丁」で下車。